# Huy (Germania)
Huy è un comune tedesco di 7 030 abitanti situato nel land della Sassonia-Anhalt.